# Primavera das Neves
Primavera das Neves, nombre completo Primavera Ácrata Saiz das Neves (Pedrógão Grande, 8 de marzo de 1933-Río de Janeiro, 29 de enero de 1981) fue una traductora, periodista y escritora portuguesa, que trabajó y vivió gran parte de su vida en Brasil. Conocida como Vera Neves Pedroso, nombre con el que firmó la mayoría de sus obras.

## Biografía
Hija del periodista y activista anarquista portugués Roberto das Neves y de la sufragista española María Jesusa Díaz y Saiz, Primavera llegó a Brasil con sus padres en 1942. Estudió en el Liceo Francés de Río de Janeiro y en 1957 se licenció en Lenguas Germánicas en la Universidad Federal de Río de Janeiro, entonces "Universidad de Brasil". Contrajo matrimonio en 1959 con el militar portugués Manuel Pedroso Marques, y se mudaron a Lisboa, donde nació su única hija María Alexandra (1961-2005). Poco después, con la implicación y consecuente detención de su marido en la Revuelta de Beja (1 de enero de 1962) contra el dictador Salazar, Primavera regresó a Río de Janeiro.
En Brasil convierte la traducción en su principal modo de vida y es reconocida como la traductora de Julio Vernes, Lewis Carrol o Emily Brontë, entre otros. Traduce para Bruguera, Civilização Brasileira e a Nova Fronteira
Falleció en Río de Janeiro, el 29 de enero de 1981 a los 47 años.

## Obra
En Brasil, fue traductora de Lewis Carroll, Alicia en el país de las maravillas y A través del espejo y lo que Alicia encontró allí; También tradujo de Emily Brontë, Cumbres Borrascosas; Adolfo Bioy Casares, La invención de Morel; Vladimir Nabokov, Cosas transparentes; Georges Simenon, Las vacaciones de Maigret; Lawrence Durrell, Tunc, 1969; John Le Carré, La venganza de Smiley, 1980; Julio Verne, Viaje al centro de la tierra, 1963 y, Arthur Clarke, El fin de la infancia, 1965; entre otros.
Si bien solía traducir del inglés, también traduce en español obras ya publicadas por Bruguera, como Heidi de Johanna Spyre.

## Aparición en medios
En 2017 fue protagonista del documental Quem é Primavera das Neves, dirigido por Jorge Furtado y Ana Luiza Azevedo y retransmitido en el Festival É Tudo Verdade. El documental muestra la búsqueda hecha por el director Furtado del nombre de la traductora y presenta a la actriz Mariana Lima leyendo extractos de poemas, cartas y traducciones de Primavera, y reconstruyendo su vida a través de los testimonios de su exmarido Manuel Pedroso Marques, y dos grandes amigas de Primavera, la artista Anna Bella Geiger y la bibliotecaria Eulalie Ligneul.